# 1200 w polityce

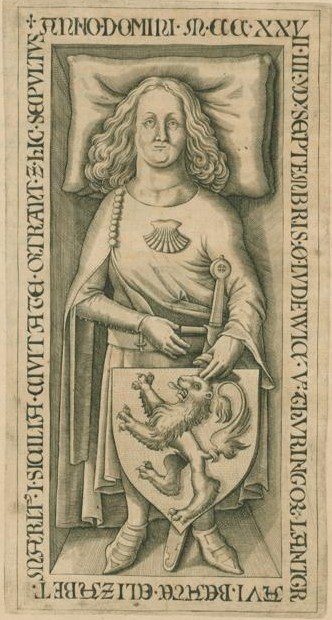
Ludwik IV Święty

Wydarzenia polityczne w 1200 roku.

## Wydarzenia
- Filip II August uznał Jana bez Ziemi za króla Anglii[1].

## Urodzili się
- 28 października Ludwik IV Święty, langraf Turyngii[2].

## Zmarli
- 13 stycznia Otto I Hohenstauf, hrabia-palatyn Burgundii[3].
- 25 października Konrad von Wittelsbach, arcybiskup Moguncji i Salzburga, kardynał[4].